# Я
Я je cirilska črka, ki se imenuje ja in se po navadi tudi prečrkuje kot JA (v nekaterih jezikih tudi kot YA). Izgovarja se na dva načina:
- na začetku besede in za samoglasnikom se Я dejansko izgovarja kot ja, npr. ягода se izgovori enako kot slovenska beseda jagoda,
- za samoglasnikom se črka Я izgovarja kot a, hkrati pa mehča izgovorjavo predstoječega soglasnika, npr. воля se ne izgovarja tako kot v slovenščini (vol-ja), pač pa mehčano vo-l'a.

| tiskano | pisano |
| ------- | ------ |
| Я я     | Я я    |

Zanimivosti: 
- V starejši cirilici se je ja lahko zapisalo še na druge naččine (IA, Ѧ). Peter Veliki je ukinil vse druge oblike razen Я.
- Nekateri jeziki, ki sicer pišejo s cirilico (npr. srbščina, makedonščina), so prevzeli črko Ј in zato črke Я ne uporabljajo.